# Eugene Bullard
Eugene Jacques (James) Bullard, född 9 oktober 1894 i Columbus i  Georgia, död 12 oktober 1961 i New York, var en amerikansk färgad flygpionjär. 
Eugene Bullard växte upp i Columbus som sjunde barnet till Josephine Thomas och William Bullard. Från mamman fick han släktskapen med creekindianerna medan pappan, som växte upp som slav ägd av plantageägaren Wiley Bullard, gav honom ett afroamerikanskt påbrå. Eugene fick minimal skolundervisning 1901-1906, men trots den korta skolgången lärde han sig läsa och räkna, två av de viktiga kunskaper som skulle leda till framgång senare i livet. Ett lynchingsförsök på hans pappa 1903 satte djupa spår i hans medvetande, och hans pappas uttalande att i Frankrike Man was judged by his merit, not the color of his skin, gav honom idén 1906 att ta sig till Frankrike. I Atlanta slog han följe med medlemmar ur den engelska zigenaresläkten Stanley. Där fick han lära sig rida och träna hästar. Samtidigt berättade de att deras hemland England slopat raspolitiken. 1909 lämnade Bullard Stanleysläkten och tog ett arbete som stallpojke i Dawson. Hans arbetsgivare Zachariah Turner behandlade honom som jämlike. Sedan han visat sitt goda handlag med hästar fick han även rida hästarna som jockey på några tävlingar. Hans största tävling blev kapplöpningen vid Terrell County Fair 1911.  
Trots att han trivdes att arbeta för Turner, var inte samhället för övrigt fördomsfritt mot svarta och han beslutade sig för att lämna USA. Han sökte hyra på det tyska lastfartyget Marta Russ när det anlöpte Norfolk i Virginia. 4 mars 1912, när fartyget anlöpte Aberdeen i Skottland, mönstrade han av. Under 1912-1914 arbetade han för en resande vaudevilleteatergrupp och som prisboxare i England och västra Europa. Han besökte Paris första gången i november 1913 i samband med en boxningsturnering.   
I början av första världskriget anslöt han sig till franska armén. Han placerades vid den marockanska divisionen i det 170 infanteriregementeet. I samband med slaget i Verdun blev han sårad, men för sitt mod under striderna tilldelades han en Croix de Guerre. Efter att han sårats ytterligare två gånger bedömdes han som olämplig som infanterist och avfördes som soldat. Han begärde då att få genomgå flygutbildning, för att kunna fortsätta slåss på den franska sidan. Han överfördes till den amerikanska frivilliggruppen Lafayette Flying Corps. Efter flygutbildningen blev han 27 augusti 1917 kommenderad som pilot vid SPA 93. Under sina 20 stridsuppdrag för SPA 93 lyckades han skjuta ner två fiendeflygplan. När USA kom med i kriget saknade det amerikanska stridsflyget piloter och man vände sig till Lafayette för att mönstra in amerikanska flygare. Trots att han klarade alla medicinska undersökningar och att hans flygförmåga bedömdes som mycket god, blev han inte godkänd på grund av sin hudfärg. Han blev kvar i det franska flygvapnet, men efter ett slagsmål med en officer på fritiden blev han avskedad. Han återvände 11 januari 1918 till 170 infanteriregementet, där han var kvar till krigsslutet. 
Efter kriget bosatte han sig i Paris och öppnade en nattklubb i Montmartre, där han blev en ledande person bland afroamerikanerna. Bland vännerna räknades Josephine Baker, Louis Armstrong, och Sidney Bechet. Han gifte sig 1923 med Marcelle Straumann. Paret fick två döttrar, Jacqueline och Lolita, men äktenskapet upplöstes 1931 med Eugene som vårdnadshavare för de två barnen. I slutet av 1930-talet värvades han till den franska underrättelsetjänsten, för att spionera på tyska agenter som besökte hans klubb. När tyskarna ockuperade delar av Frankrike 1940 lämnade han Paris. Han anslöt sig motståndsrörelsen och Cleopatra Terrier. När de kom till Orléans hjälpte de en grupp soldater som försvarade staden mot tyskarna. Här blev han åter sårad under striderna. Medlemmar ur franska motståndsrörelsen hjälpte honom och döttrarna till Spanien, varifrån han i juli 1940 kunde återvända till USA med sina döttrar.
Efter att han tillbringat en tid på sjukhus i New York för sina krigsskador, försökte han hitta ett arbete, men han märkte att hans berömmelse i Paris inte var till stor hjälp. Han tvingades arbeta inom en mängd yrken där han inte begränsades av sina skador från kriget. När freden kom undersökte han möjligheterna att öppna sin nattklubb i Paris, men då den till stora delar var förstörd betalade franska regeringen ut ett krigsskadestånd, som han använde till att köpa en lägenhet i Harlem.
Under 1950-talet levde Bullard som en främling i sitt eget hemland. Hans döttrar var vuxna och levde sina egna liv. Själv vistades han mest i sin lägenhet. 1954 inbjöds han till Paris för att närvara vid en ceremoni vid den okände soldatens grav. Året efter utsåg Charles de Gaulle honom till en internationell fransk hjälte. Han tilldelades Légion d'honneur 1959.
Han avled på ett sjukhus i New York på grund av magcancer 12 oktober 1961. Vid begravningen hedrades han med en fransk militärbegravning på den franska avdelningen av Flushingkyrkogården i New York.